# Harold Laski

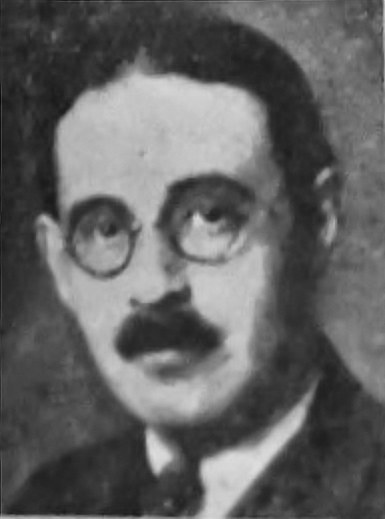
Harold Laski

Harold Joseph Laski (* 30. Juni 1893 in Manchester; † 24. März 1950 in London) war ein britischer Politikwissenschaftler, Ökonom, Autor und Dozent.

## Leben
Sein Vater Nathan Laski war Baumwollhändler und Führer der Juden in Manchester. Dort zur Schule gegangen, studierte Laski in London (1911 Eugenik) und am New College in Oxford. Er wurde von 1922 bis 1936 Mitglied der sozialistischen Fabian Society und trat 1936 auch dem executive committee von Labour bei, 1945 war er deren Vorsitzender.
Von 1914 bis 1916 war Laski Dozent an der McGill University in Montreal danach in Harvard, ab 1920 an der London School of Economics. 1926 wurde er hier Professor der Politikwissenschaft und blieb es bis zu seinem Tode. Er war mit Oliver Wendell Holmes jr., Louis Brandeis, Felix Frankfurter und Franklin D. Roosevelt befreundet. Von 1929 bis 1934 arbeitete Laski in verschiedenen Regierungsausschüssen. Im Vorfeld des Zweiten Weltkrieges unterstützte er die Volksfront in Frankreich und die Socialist League unter Richard Stafford Cripps.
Auf Beschluss des Nationalen Exekutivkomitees der Labour Party verfasste Laski im Frühjahr 1947 anlässlich des hundertjährigen Bestehens des Kommunistischen Manifests eine historische Einführung in das Kommunistische Manifest. „Durch die Veröffentlichung dieser Jahrhundertausgabe des Kommunistischen Manifests mit der wertvollen historischen Einleitung Professor Laskis“ gab die Labour Party „zu erkennen, wie verpflichtet sie Marx und Engels ist, die beide zu den geistigen Urhebern der ganzen Arbeiterbewegung gehören.“
Eines seiner bekannteren Werke ist Reflections on the Revolution of Our Time. Bekannt ist er vor allem für die Entwicklung und Ausformulierung der Pluralismustheorie der Demokratie.

## Bibliographie (Auswahl)
- Studies in the Problem of Sovereignty. (PDF; 397 kB)  1917.
- Authority in the Modern State. (PDF; 1,0 MB) 1919, ISBN 1-58477-275-1.
- Political Thought in England from Locke to Bentham. 1920.
- Karl Marx. 1921.
- Communism. 1927.
- Liberty in the Modern State. 1930.
- Democracy in Crisis. 1933.
- The American Presidency. 1940.
- Reflections On the Revolution of our Time. 1943. (Deutsch Revolutionäre Wandlungen in unserer Zeit. Büchergilde Gutenberg, Zürich 1945.)
- Faith, Reason, and Civilisation. 1944.
- The American Democracy. 1948.
- Communist manifesto. Socialist landmark. A new appreciation written for the Labour Party, London, George Allen and Unwin Limited, 1948